# Кубок Испании по футболу 1955
Кубок Испании по футболу 1955 — 51-й розыгрыш Кубка Испании по футболу выиграл Атлетик Бильбао. Этот кубок стал восемнадцатым в истории команды. 
Соревнование прошло в период с 17 апреля по 5 июня 1955 года.

## Результаты матчей

### 1/4 финала
| Команда 1       | Итог | Команда 2            | 1-й матч | 2-й матч |
| --------------- | ---- | -------------------- | -------- | -------- |
| Реал Мадрид     | 5:2  | Реал Вальядолид      | 1:1      | 4:1      |
| Барселона       | 8:1  | Депортиво Ла-Корунья | 7:0      | 1:1      |
| Атлетик Бильбао | 10:4 | Эркулес              | 5:1      | 5:3      |
| Севилья         | 6:5  | Валенсия             | 5:1      | 1:4      |

### 1/2 финала
| Команда 1   | Итог | Команда 2       | 1-й матч | 2-й матч |
| ----------- | ---- | --------------- | -------- | -------- |
| Барселона   | 2:4  | Атлетик Бильбао | 0:2      | 2:2      |
| Реал Мадрид | 1:8  | Севилья         | 1:3      | 0:5      |

### Финал
| 5 июня, 1955    | \| Атлетик Бильбао \| 1:0 \| Севилья \| \| Урибе 70′ \| Голы \| \| | Сантьяго Бернабеу, Мадрид |
| Атлетик Бильбао | 1:0                                                                | Севилья                   |
| Урибе 70′       | Голы                                                               |                           |